# Vista Hermosa
Vista Hermosa è un comune della Colombia facente parte del dipartimento di Meta.
Il centro abitato venne fondato da un gruppo di coloni nel 1964, mentre l'istituzione del comune è del 29 novembre 1969.